# Ognen Stefanovski
Ognen Stefanovski (serbisch-kyrillisch Огнен Стефановски; * 14. September 2004) ist ein nordmazedonischer Leichtathlet, der in verschiedenen Disziplinen an den Start geht.

## Sportliche Laufbahn
Erste internationale Erfahrungen sammelte Ognen Stefanovski im Jahr 2022, als er bei den U20-Balkan-Hallenmeisterschaften in Belgrad in 52,30 s auf den dritten Platz im B-Lauf über 400 Meter gelangte. Im Jahr darauf wurde er bei der 3. Liga der Team-Europameisterschaft im Rahmen der Europaspiele in Chorzów in 56,30 s Zweiter im B-Lauf über 400 m Hürden und gelangte im Hochsprung mit 1,70 m auf Rang vier im B-Finale. Zudem belegte er mit der nordmazedonischen 4-mal-100-Meter-Staffel in 41,75 s den fünften Platz. Anschließend belegte er bei den Balkan-Meisterschaften in Kraljevo in 49,66 s den siebten Platz im B-Lauf über 400 Meter und gelangte mit der 4-mal-100-Meter-Staffel mit 41,79 s auf Rang vier. Zudem belegte er mit der 4-mal-400-Meter-Staffel in 3:33,39 min den vierten Platz. Daraufhin schied er bei den U20-Europameisterschaften in Jerusalem mit 48,85 s in der ersten Runde im 400-Meter-Lauf aus. 2024 belegte er bei den Balkan-Meisterschaften in Izmir mit 6348 Punkten den vierten Platz im Zehnkampf und gelangte mit der 4-mal-100-Meter-Staffel mit 41,59 s auf Rang vier. 2025 wurde er bei der 3. Liga der Team-Europameisterschaft in Maribor mit 45,19 m Zwölfter im Speerwurf und gelangte im Stabhochsprung mit 4,05 m auf Rang sechs. Zudem belegte er über 110 m Hürden in 15,48 s den fünften Platz im A-Lauf. Anschließend wurde er bei den U23-Europameisterschaften in Bergen mit neuem Landesrekord von 6648 Punkten 21. im Zehnkampf.
In den Jahren 2024 und 2025 wurde Stefanovski nordmazedonischer Meister im 110-Meter-Hürdenlauf sowie 2025 auch im Speerwurf.

## Persönliche Bestleistungen
- 400 Meter: 48,85 s, 7. August 2023 in Jerusalem (nordmazedonischer U20-Rekord)
  - 400 Meter (Halle): 50,66 s, 28. Januar 2024 in Budapest
- 110 m Hürden: 15,38 s (−0,5 m/s), 25. Mai 2025 in Skopje
  - 60 m Hürden (Halle): 8,96 s, 25. Februar 2024 in Belgrad
- 400 m Hürden: 56,30 s, 21. Juni 2023 in Chorzów
- Hochsprung: 1,86 m, 8. Februar 2025 in Zagreb
- Stabhochsprung: 4,05 m, 25. Juni 2025 in Maribor (nordmazedonischer Rekord)
- Speerwurf: 52,71 m, 8. Juni 2025 in Skopje
- Zehnkampf: 6648 Punkte, 18. Juli 2025 in Bergen (nordmazedonischer Rekord)
  - Siebenkampf (Halle): 4879 Punkte, 9. Februar 2025 in Zagreb (nordmazedonischer Rekord)